# Agente speciale 117 al servizio della Repubblica - Missione Rio
Agente speciale 117 al servizio della Repubblica - Missione Rio (OSS 117: Rio ne répond plus) è un film del 2009 diretto da Michel Hazanavicius.
Adattamento cinematografico dei romanzi di OS 117 di Jean Bruce, è il secondo film nella serie comica con protagonista Jean Dujardin dopo Agente speciale 117 al servizio della Repubblica - Missione Cairo (2006).

## Trama
Dodici anni dopo la sua missione al Cairo, nel 1967, Hubert Bonisseur de la Bath, alias OS 117, viene mandato in missione a Rio de Janeiro per recuperare un prezioso microfilm, finendo invischiato negli intrighi di una bella agente del Mossad alla ricerca di una rete di ufficiali nazisti fuggiti in America del Sud.

## Promozione
Il trailer in italiano è stato pubblicato l'8 luglio 2021 dal canale della I Wonder Pictures.

## Distribuzione
Il film è stato distribuito da Gaumont nelle sale cinematografiche francesi dal 15 aprile 2009. È stato distribuito nelle sale cinematografiche italiane dal 29 luglio 2021 da I Wonder Pictures.

## Riconoscimenti
- 2010 - Premio César
  - Candidatura per la migliore scenografia a Maamar Ech-Cheikh
  - Candidatura per i migliori costumi a Charlotte David
- 2011 - Premio Magritte
  - Candidatura per il migliore attore non protagonista a Laurent Capelluto